# 现代战争
现代战争是指引入现代化工業熱兵器裝備（机枪、军用航空器、坦克、无畏舰）、信息技術以及作戰理念的战争。   有軍事專家認為，有著後方動員、重視情報概念的南北戰爭是第一場現代戰爭。 也有著重在物質層面的說法，認為以火藥為主要武器的戰爭都屬於現代戰爭，因而拿破崙戰爭、第一次鸦片战争、美墨戰爭、克里米亚战争都屬於現代戰爭。